# Maarit Feldt-Ranta
Maarit Kristiina Feldt-Ranta, född Feldt 26 april 1968 i Karis, död 27 november 2019, var en finländsk politiker (socialdemokrat). 
Maarit Kristiina Feldt-Ranta var sonsonsdotter till stenarbetaren vid Karis station, Fredrik Feldt, som avrättades efter en summarisk rättegång vid Västra Nylands bataljons högkvarter i Västankvarn i Ingå i maj 1918 efter det finska inbördeskriget.
Hon var socialdemokraternas partisekreterare 2005–2008. Innan dess var hon Finlands svenska socialdemokraters ordförande och medarbetare hos flera ministrar. Hon invaldes i riksdagen från Nylands valkrets i riksdagsvalet 2007, i 2011 års val fick hon 7 546 röster. Från 2011 var hon ledamot i Rundradion Ab:s förvaltningsråd.
Hon växte upp i Karis i västra Nyland, där hon även var bosatt. Hon var aktiv i kommunalpolitiken i Raseborgs stad som ledamot i fullmäktige, i 2012 års kommunalval blev hon invald med 1009 röster.
Maarit Feldt-Ranta gifte sig år 2000 med växlingsförmannen Michael Ranta, de skilde sig 2012.
I januari 2019 meddelade Feldt-Ranta att hon hade fått sitt andra återfall i magcancer och att hon därför inte skulle ställa upp för omval i riksdagsvalet på våren. I maj berättade hon att hon hade beslutat att avsluta cancerbehandlingen och att hon kanske bara hade några månader kvar att leva. Hon avled därefter den 27 november.

## Utmärkelser
- Riddartecknet av I klass av Finlands Lejons orden,  6 december 2015[11]

[Redigera Wikidata]